# محمد بن سالم الحفني
نجم الدين أبو المكارم محمد بن سالم بن أحمد الحفني (1100 هـ - 1181 هـ / 1689 م - 1767 م) ثامن شيوخ الأزهر الشريف من عام 1171 هـ إلى 1181 هـ.

## مولده ونشأته
ولد على رأس المائة بعد الألف 1100 هـ/ 1689 م ببلده حفنا بالقصر، وهي قريةٌ من أعمال بلبيس، وبها نشأ، والنسبةُ إليها حفناوي، وغلبت عليه النسبة حتى صار لا يُذكَرُ إلا بها. وهو شَريفٌ حُسيني من جهة أم أبيه، وهي السيدة ترك ابنة السيد سالم بن محمد بن علي بن عبد الكريم بن السيد برطع، وينتهي نسَبُه إلى الإمام الحسين رضي الله عنه، وكان والده مستوفيًا عند بعض الأمراء بمصر، وكان غايةً من العفاف.
نشأ الحفني بقريته وحفظ بها القرآن الكريم حتى سورة الشعراء، وأشار الشيخ عبد الرؤوف البشبيشي على أبيه بإرساله إلى الأزهر فاقتنع الأب بذلك وأرسله إلى الأزهر وهو في الرابعة عشرة من عمره، فأتم فيه حفظ القرآن، ثم اشتغل بحفظ المتون فحفظ ألفية ابن مالك في النحو، والسلم في المنطق، والجوهرة في التوحيد، والرحبية في الفرائض، ومتن أبي شجاع في فقه الشافعية، وغير ذلك من المتون.
وأخذ العلم عن علماء عصره، واجتهد ولازم دروسهم حتى تمهَّر، وأقرأ ودرَّس وأفاد في حياة أشياخه وأجازوه بالإفتاء والتدريس، فأقرأ الكتب الدقيقة كالأُشموني، وجمْع الجوامع، والمنهج، ومختصر السعد، وغير ذلك من كتب الفقه والمنطق والأصول والحديث، وأصبح شيخًا للطريقة الخلوتية يقصده المريدين.
تبحر الحفني في علوم النحو والفقه والمنطق والحديث والأصول وعلم الكلام، كما برع في العروض وأظام نظم الشعر بالفصحى والعامية، كما برع في كتابة النثر طبقاً لأسلوب عصره.

## شيوخه
من أشهر مشايخ الحفني الشيخ محمد البديري الدمياطي (الشهير بابن الميت) أخذ عنه التفسير والحديث وإحياء علوم الدين للغزالي وصحيح البخاري وصحيح مسلم وسنن أبي داوود والنسائي وابن ماجة والموطأ ومسند الشافعي والمعاجم الثلاثة للطبراني (الكبير والأوسط والصغير) وصحيح ابن حبان والمستدرك للنيسابوري وحلية الأولياء لأبي نعيم.
ومن شيوخه أيضاً الشيخ محمد الديربي، وعبد الرؤوف البشبيشي وأحمد الملوي ومحمد السجاعي ويوسف الملوي وعبده الديوي ومحمد الصغير ومحمد بن عبد الله السجلماسي وعيد بن علي النمرسي ومصطفى بن أحمد العزيزي ومحمد بن إبراهيم الزيادي وعلي بن مصطفى السيواسي الحنفي (الضرير) وعبد الله الشبراوي (أحد شيوخ الأزهر) وأحمد الجوهري ومحمد بن محمد البليدي.

## تلاميذه
اضطلع الحفني بعد حصوله على الإجازة بالتدريس في مدرسة السنانية والوراقين، ثم في المدرسة الطيبرسية التي أنشأها الأمير علاء الدين طيبرس الخازندار سنة 709 هـ. ومن تلاميذه أخوه يوسف الحفني وإسماعيل الغنيمي وعلي الصعيدي العدوي ومحمد الغبلاني ومحمد الزهار.

## توليه المشيخة
تولى مشيخة الجامع الأزهر بعد وفاة الشيخ الشبراوي عام 1171 هـ/ 1757 م، وظل في منصب المشيخة مدة عشر سنوات.

## وفاته
توفي يوم السبت 27 ربيع الأول 1181 هـ/ 1767 م عن عمر يناهز الثمانين عاماً ودُفن في اليوم التالي بعد الصلاة عليه في الجامع الأزهر في مشهد حافل.